# Pakenham (Victoria)
Pakenham ist eine Stadt im Großraum Melbournes im australischen Bundesstaat Victoria. Pakenham liegt im Südosten der 56 km entfernten Millionenstadt und gehört zum lokalen Verwaltungsgebiet Shire of Cardinia. Bei der zuletzt 2006 durchgeführten Volkszählung wurden für Pakenham 18.808 Einwohner ermittelt. Neubaugebiete wie Lakeside und Heritage Springs lassen ein weiteres Ansteigen der Einwohnerzahl Pakenhams erwarten.
Die Einwohner Pakenhams nennen ihre Heimatstadt verkürzt oft nur „Packy“.

## Geschichte
Benannt wurde Pakenham nach Sir Edward Pakenham, einem britischen General, der zu Beginn des 19. Jahrhunderts in Spanien gegen die französischen Truppen Napoleon Bonapartes kämpfte.
Die ursprüngliche Poststation in Pakenham wurde am 1. Februar 1859 eröffnet, 1971 in Pakenham West umbenannt und 1974 geschlossen. Die noch bestehende Poststation wurde am 11. Juni 1888 als Pakenham Railway Station Post Office gegründet, 1908 in Pakenham East und letztendlich 1971 in Pakenham umbenannt.
Der Bahnhof in Pakenham wurde am 8. Oktober 1877 in Betrieb genommen.

## Verkehr
Pakenham befindet sich an der Eisenbahnlinie von Melbourne nach Gippsland. Der Bahnhof von Pakenham markiert das Ende der elektrifizierten Bahnstrecke für die Vorortverbindungen nach Melbourne. Eine zweite Bahnstation befindet sich im Bau und liegt im Neubaugebiet Lakeside. Einen verbindlich festen Namen hat dieser Bahnhof noch nicht. Zur Wahl stehen Lakeside Railway Station und Cardinia Road Railway Station. Eine endgültige Entscheidung trifft die Regierung.
Pakenham befindet sich am Princes Highway. Diese Umgehungsstraße verkürzt die Fahrzeiten von Melbourne nach Gippsland und bietet Pakenham seinerseits eine günstige Verkehrsanbindung.

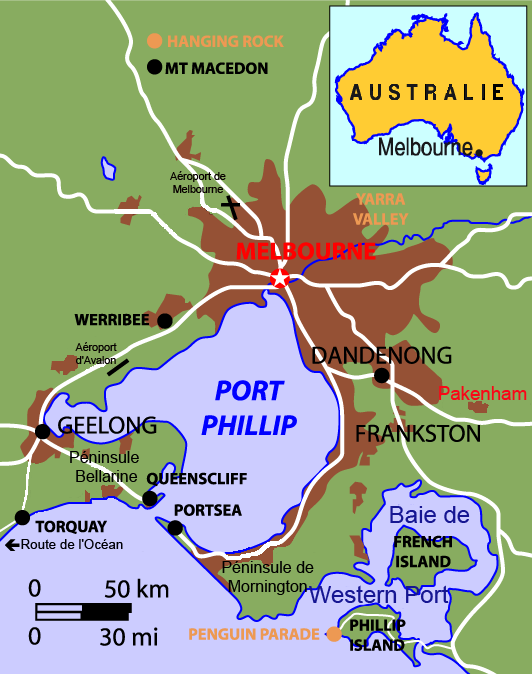
Lage von Pakenham im Großraum Melbourne

## Schulen und Öffentliche Einrichtungen
Die öffentlichen Einrichtungen Pakenhams umfassen Sportanlagen, ein Schwimmcenter und ein Gemeindezentrum.
Das Schwimmcenter „Cardinia LiFE“ umfasst ein 25 m Hallenbad, ein 50 m Freibad, Gymnastik- und Fitnessbereiche und wird vom YMCA Victoria betrieben.
Pakenham besitzt einen Tennis-Club, jedoch besteht die Absicht einen zweiten zu gründen. Investitionen in Höhe von 20 Millionen Australische Dollar (AUD) in ein neues Clubhaus sind geplant.
Staatliche Schulen sind die vier Volksschulen Pakenham Consolidated Primary School, Pakenham Hills Primary School, Pakenham Springs Primary School, Pakenham Lakeside Primary School und die höhere Schule Pakenham Secondary School. An Konfessionsschulen besitzt Pakenham die katholische St.Patrick's Catholic Primary.
Privatschulen sind Beaconhills College, Chairo Christian School und Lakeside Lutheran College.
Im Gemeindezentrum sind die Heilsarmee und die Berufsbildende Einrichtung LLINC (Living and Learning Incorporated) untergebracht.

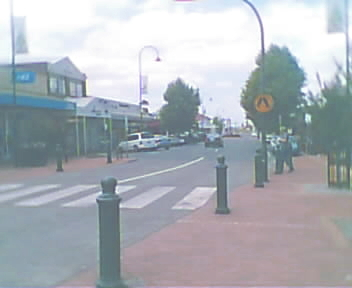
Main Street (Hauptstraße) von Pakenham

## Einzelhandel

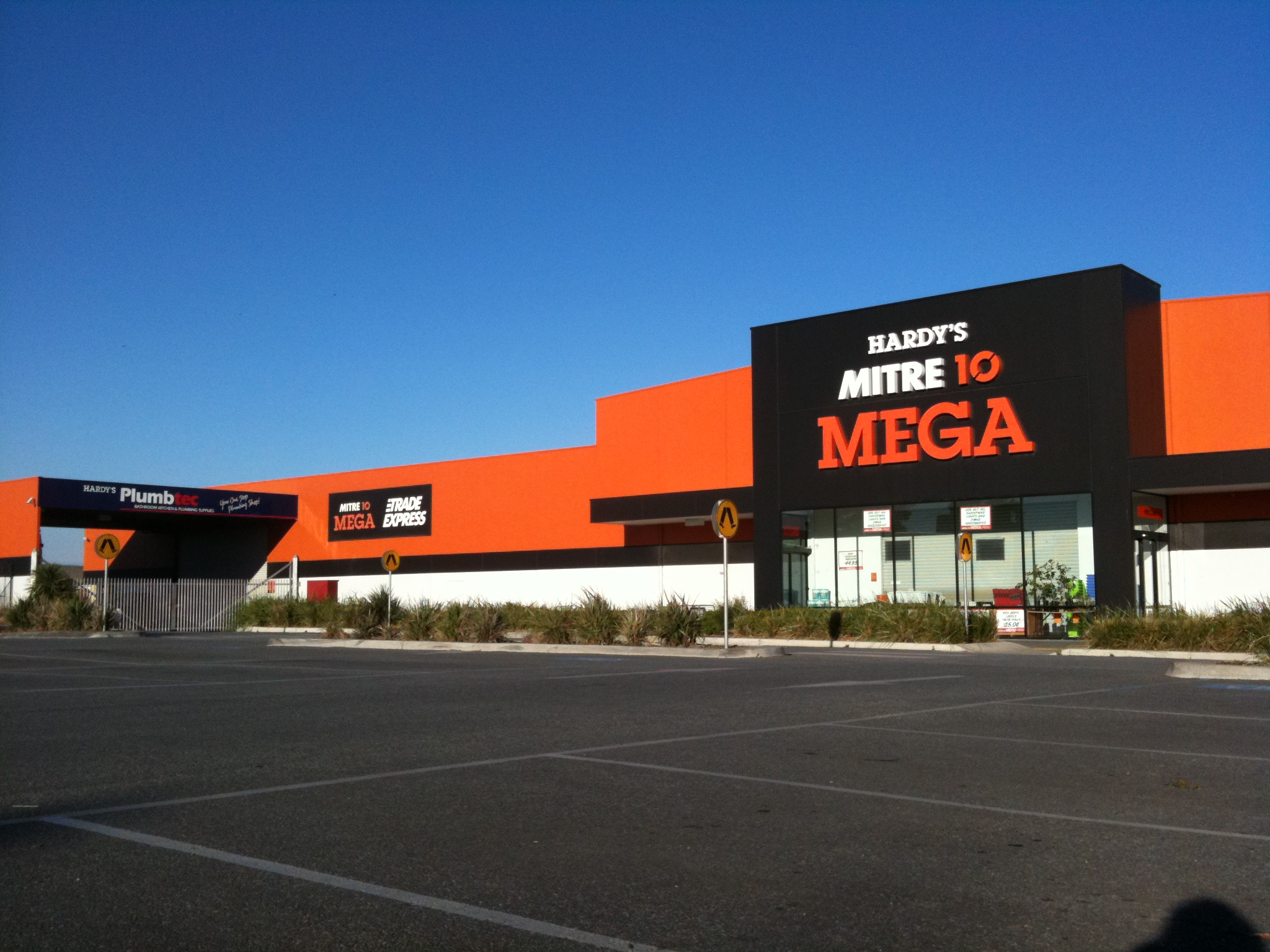
Der Mitre-10-MEGA-Markt in Pakenham

Pakenham verfügt über eine Vielzahl Geschäfte australischer Einzelhandelsketten. So befinden sich vor Ort ein Safeway, drei Coles, ein Target und ein bereits 1954 erbauter Mitre-10-MEGA-Markt.
Im August 2009 kündigte die Lokalverwaltung den Neubau eines 80 Millionen AUD teuren Einkaufszentrums nahe der Bibliothek von Pakenham an, das unter anderem einen Woolworth Supermarkt und einen Big W Store umfasst und Parkplätze für 1.150 Autos ausweist. Die Baumaßnahme soll bis Februar 2011 beendet sein.

## Sport
Die sportlichen Aktivitäten in Pakenham beschränken sich auf Pferderennen, Golf und Fußball.
Der Pakenham Racing Club richtet jährlich elf Pferderennen aus, das Pakenham Cup Meeting im März eingeschlossen.
Der Pakenham Picnic Racing Club hält auch ein Meeting am Neujahrstag an der Rennbahn ab.
Golfspielen ist auf dem „Pakenham and District Golf Club“ am Oaktree Drive möglich.
Das „Pakenham Australian Rules Football“ Team spielt in der Mornington Peninsula Nepean Football League mit.
Pakenham ist auch bekannt als Entstehungsort von „Extreme Feeting“, eine Extremsportart, in welcher die Sportler Freestyle Stunts während des Laufens und Springens über Hindernisse durchführen. 2008 bekamen die Gründer juristischen Ärger, weil sie für Extreme-Feeting-Videos missbräuchlich urhebergeschützte Songs verwendeten.